# Coatréven
Coatréven [kwatrevɛ̃] est une commune française située dans le département des Côtes-d'Armor, en région Bretagne.

## Géographie
Coatréven est un village breton situé dans les Côtes-d'Armor. Les grandes agglomérations à proximité sont Lannion, Tréguier et Perros-Guirec. La mer (Manche) est située à cinq kilomètres à vol d'oiseau.
| Kermaria-Sulard | Camlez    |                 |
| Trézény         | Coatréven | Minihy-Tréguier |
| Lanmérin        | Langoat   |                 |

### Hydrographie
Pour un article plus général, voir Réseau hydrographique des Côtes-d'Armor.
La commune est située dans le bassin Loire-Bretagne. Elle est drainée par le Guindy, le ruisseau de Kernélégan et le ruisseau du Roudour,,.
Le Guindy, d'une longueur de 43 km, prend sa source dans la commune de Louargat et se jette  dans le Jaudy à Tréguier, après avoir traversé 16 communes. 

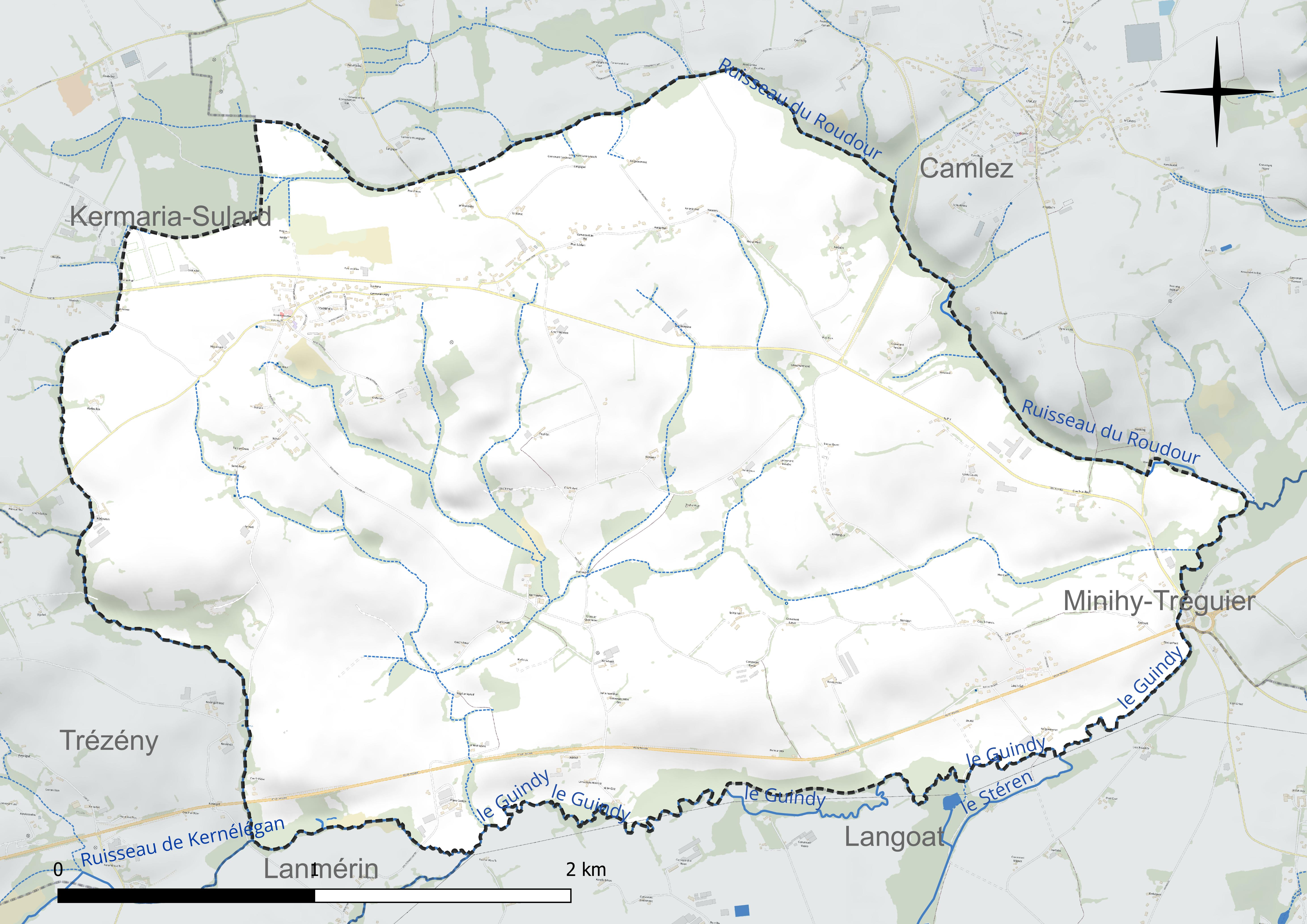
Réseau hydrographique de Coatréven.

### Climat
Pour des articles plus généraux, voir Climat de la Bretagne et Climat des Côtes-d'Armor.
En 2010, le climat de la commune est de type climat océanique franc, selon une étude du CNRS s'appuyant sur une série de données couvrant la période 1971-2000. En 2020, Météo-France publie une typologie des climats de la France métropolitaine dans laquelle la commune est exposée à un climat océanique et est dans la région climatique  Finistère nord, caractérisée par une pluviométrie élevée, des températures douces en hiver (6 °C), fraîches en été et des vents forts. Parallèlement l'observatoire de l'environnement en Bretagne publie en 2020 un zonage climatique de la région Bretagne, s'appuyant sur des données de Météo-France de 2009. La commune est, selon ce zonage, dans la zone « Intérieur  », exposée à un climat médian, à dominante océanique.  
Pour la période 1971-2000, la température annuelle moyenne est de 11,1 °C, avec  une amplitude thermique annuelle de 10,3 °C. Le cumul annuel moyen de précipitations est de 893 mm, avec 14,4 jours de précipitations en janvier et 7,9 jours en juillet. Pour la période 1991-2020, la température moyenne annuelle observée sur la station météorologique la plus proche, située sur la commune de La Roche-Jaudy à 7 km à vol d'oiseau, est de 11,8 °C et le cumul annuel moyen de précipitations est de 887,1 mm,. Pour l'avenir, les paramètres climatiques de la commune estimés pour 2050 selon différents scénarios d’émission de gaz à effet de serre sont consultables sur un site dédié publié par Météo-France en novembre 2022.

## Urbanisme

### Typologie
Au 1er janvier 2024, Coatréven est catégorisée commune rurale à habitat dispersé, selon la nouvelle grille communale de densité à 7 niveaux définie par l'Insee en 2022.
Elle est située hors unité urbaine. Par ailleurs la commune fait partie de l'aire d'attraction de Lannion, dont elle est une commune de la couronne,. Cette aire, qui regroupe 40 communes, est catégorisée dans les aires de 50 000 à moins de 200 000 habitants,.

### Occupation des sols
L'occupation des sols de la commune, telle qu'elle ressort de la base de données européenne d’occupation biophysique des sols Corine Land Cover (CLC), est marquée par l'importance des territoires agricoles (98 % en 2018), une proportion identique à celle de 1990 (98 %). La répartition détaillée en 2018 est la suivante : 
terres arables (67,9 %), zones agricoles hétérogènes (30 %), forêts (2 %). L'évolution de l’occupation des sols de la commune et de ses infrastructures peut être observée sur les différentes représentations cartographiques du territoire : la carte de Cassini (XVIIIe siècle), la carte d'état-major (1820-1866) et les cartes ou photos aériennes de l'IGN pour la période actuelle (1950 à aujourd'hui).

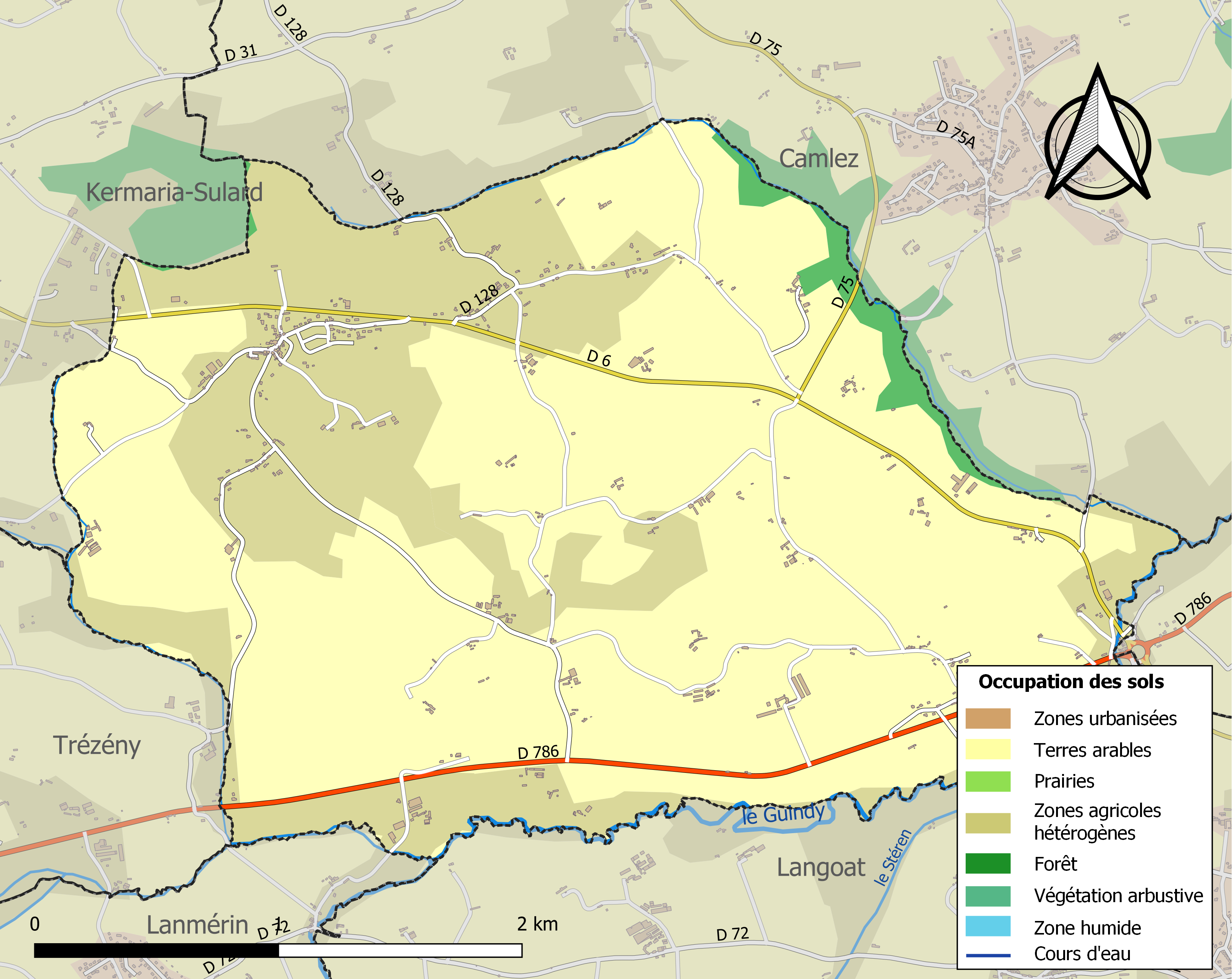
Carte des infrastructures et de l'occupation des sols de la commune en 2018 (CLC).

## Toponymie
Coatréven signifie littéralement en breton « bois de Reven ».

## Histoire

### Le Moyen Âge
Les sources mentionnent la paroisse de Coatréven dès 1330, lors du procès en canonisation de Saint Yves.

### LeXXesiècle

#### Les guerres duXXesiècle
Le monument aux morts porte les noms de 38 soldats morts pour la Patrie :
- 36 sont morts durant la Première Guerre mondiale ;
- 2 sont morts durant la Seconde Guerre mondiale.

### Aujourd'hui
Le 27 octobre 2013, une tornade soulève le toit de l'église Saint-Pierre du XVIe siècle.

## Politique et administration
| Période                                  | Période                   | Identité                          | Étiquette | Qualité                                     |
| ---------------------------------------- | ------------------------- | --------------------------------- | --------- | ------------------------------------------- |
| Les données manquantes sont à compléter. |                           |                                   |           |                                             |
| avant 1827                               | 1834                      | Jean-Louis Le Houérou             |           |                                             |
| 1834                                     | 1848                      | Yves Marie Leroux                 |           |                                             |
| 1848                                     | 1853                      | Louis Le Cabec                    |           |                                             |
| 1853                                     | 1860                      | Louis Le Masson                   |           |                                             |
| 1860                                     | 1863                      | Yves Marie Leroux                 |           |                                             |
| 1863                                     | 1879                      | Pierre Beauverger                 |           |                                             |
| 1879                                     | 1879                      | Désiré Balcou                     |           |                                             |
| 1879                                     | 1889                      | René Louis Le Masson              |           |                                             |
| 1889                                     | 1892                      | Yves Marie Le Corre               |           |                                             |
| 1892                                     | 1895                      | René Louis Le Masson              |           |                                             |
| 1895                                     | 1898                      | Pierre Beauverger                 |           |                                             |
| 1898                                     | 1901                      | Claude Henry                      |           |                                             |
| 1901                                     | 1904                      | Noël Lestic                       |           |                                             |
| 1904                                     | 1910                      | Yves Marie Henry                  |           |                                             |
| 1910                                     | 1912                      | Pierre Marie Kerleau              |           |                                             |
| 1912                                     | 1919                      | Noël Lestic                       |           |                                             |
| 1919                                     | 1945                      | Joseph Marie Le Corre             |           |                                             |
| 1945                                     | mars 1959                 | François Henry                    |           |                                             |
| mars 1959                                | mai 1976 (décès)          | Toussaint Le Philippe (1905-1976) |           |                                             |
| 1976                                     | juin 1995                 | Augustin Ollivier                 |           | Directeur d'auto-école                      |
| juin 1995                                | mars 2014                 | Raymond Artur                     | SE        | Technicien bancaire, maire honoraire (2015) |
| mars 2014                                | En cours (au 31 mai 2020) | Yves Le Rolland,                  | DVD       | Agriculteur Réélu pour le mandat 2020-2026  |

## Démographie
La commune connaît depuis ces dernières années un important essor démographique, avec la construction de lotissements.
| 1793 | 1800 | 1806 | 1821 | 1831 | 1836 | 1841 | 1846 | 1851  |
| ---- | ---- | ---- | ---- | ---- | ---- | ---- | ---- | ----- |
| 836  | 828  | 881  | 862  | 938  | 960  | 973  | 968  | 1 011 |

| 1856  | 1861 | 1866  | 1872  | 1876 | 1881 | 1886 | 1891 | 1896 |
| ----- | ---- | ----- | ----- | ---- | ---- | ---- | ---- | ---- |
| 1 039 | 990  | 1 244 | 1 010 | 948  | 910  | 860  | 829  | 790  |

| 1901 | 1906 | 1911 | 1921 | 1926 | 1931 | 1936 | 1946 | 1954 |
| ---- | ---- | ---- | ---- | ---- | ---- | ---- | ---- | ---- |
| 755  | 732  | 717  | 653  | 648  | 612  | 550  | 556  | 536  |

| 1962 | 1968 | 1975 | 1982 | 1990 | 1999 | 2006 | 2008 | 2013 |
| ---- | ---- | ---- | ---- | ---- | ---- | ---- | ---- | ---- |
| 507  | 458  | 378  | 364  | 415  | 382  | 413  | 421  | 481  |

| 2018 | 2022 | - | - | - | - | - | - | - |
| ---- | ---- | - | - | - | - | - | - | - |
| 497  | 493  | - | - | - | - | - | - | - |

## Lieux et monuments
- L'église saint-Pierre, construite au XVIe siècle. La toiture, soufflée par une tornade en 2013, est restaurée en 2017. L'ensemble de l'édifice et de l'enclos est inscrit au titre des monuments historiques le 4 octobre 2016[26],[27].
- Le manoir de Kermerrot[28].

## Personnalités liées à la commune
- Yves-Marie Croc (1829-1885), vicaire apostolique du XIXe siècle, né à Pouldouaran en Coatréven, et missionnaire en Asie entre 1854 et 1885[29]. Un tableau le représentant est visible dans l'église Saint-Pierre.

## Héraldique
| Blason | Blasonnement : Écartelé d'or et d'azur aux trois croissants de gueules brochant sur le tout. |